# 二甲胂氧
二甲胂氧是化學式為[(CH3)2As]2O為有機化合物。有時二甲胂氧認為是最早製備的較早純度有機金屬化合物，因此有其歷史上的重要性 。
卡戴特的發煙液體是由聯二甲胂和二甲胂氧組成，最早是由法國化學家路易斯·克勞德·卡戴特·德伽西科特於1760年將乙酸鉀及三氧化二砷加熱而成。二甲胂氧曾用作变性試劑，此化合物有難聞的氣味，而且有毒。
二甲胂氧的甲基若全部用苯基取代，所得的化合物是[Ph2As]2O（Ph = 苯基），已透過X射线晶体学確定其分子結構